# ماري والتون
ماري إليزابيث والتون هي مخترعة من الولايات المتحدة من القرن التاسع عشر، حصلت على برائتي اختراع لأجهزة الحد من التلوث. عام 1879، اخترعت ماري طريقة للحد من المخاطر البيئية التي يتسبب بها الدخان المنبعث من القاطرات ومداخن المساكن والمصانع.
عمل نظام جهازها على توجيه الانبعاثات الناتجة عن المصانع إلى خزانات مياه، ثم كان يجري تصفية الملوثات ومن ثم التخلص منها في المجاري أو في أقنية أخرى مناسبة.
كما اخترعت ماري والتون نظاماً للحدّ من الضوضاء الناتجمة عن نظم السكك الحديدية المرتفعة التي كانت تتوسع بسرعة في نيويورك، حيث كانت تقطن بالقرب من خط الشارع السادس. عمل هذا النظام على امتصاص الضوضاء في صناديق خشبية مبطنة بالقطن ومملوءة بالرمل. بيعت براءات اختراعاتها والتي كانت قد سجلت عام 1881 إلى شركة سكك متروبوليتان الحديدية بمبلغ 10,000 دولار وتم تطبيقها فوراً من قبل الشركة.

## وصلات خارجية
- ملف ماري والتون في موقع ENGINEERING.com نسخة محفوظة 22 فبراير 2020 على موقع واي باك مشين.